# 理查德·考辛斯
理查德·约翰·考辛斯（英語：Richard John Cousins，1959年3月29日—2017年12月31日），是一名英国商人，同时也是世界上最大的食品服务公司金巴斯集团的首席执行官。
他出身于英国利兹，后来他在伯克郡布拉克内尔的布拉肯哈尔学校接受教育。1980年，他在谢菲尔德大学获得了数学学士学位，之后从兰卡斯特大学管理学院获得了应用研究硕士学位。1980年，加入吉百利-史威士集团工作。200年4月，担任BPB集团首席执行官。2006年5月，加入金巴斯集团，担任首席执行官。2017年《哈佛商业评论》中的“2017年世界100佳CEO”中，排名第11名。原计划2018年4月1日离职。2017年悉尼海上飞机坠毁事件中，他與妻子及兒女乘坐的轻型飞机在澳大利亚悉尼北部考恩附近的霍克斯伯里河坠毁，包括機師在內共6人罹難。